# Kowalin
Kowalin – wieś w Polsce położona w województwie lubelskim, w powiecie kraśnickim, w gminie Kraśnik.
W latach 1975–1998 miejscowość administracyjnie należała do województwa lubelskiego.
Wieś stanowi sołectwo gminy Kraśnik. Według Narodowego Spisu Powszechnego (III 2011 r.) wieś liczyła 299 mieszkańców. 
Wierni Kościoła rzymskokatolickiego należą do parafii Wniebowzięcia Najświętszej Maryi Panny w Kraśniku.

## Historia
Wieś Kowalin leży w odległości 6 km od Kraśnika. Powstała w 1879 roku z byłego majątku dziedzica Tadeusza Kowalskiego, na obszarze wsi Góry Oblęckie jako kolonia. On sam zamieszkał w Olbięcinie. Stąd nazwa miejscowości powstała od nazwiska właściciela byłej posiadłości. Początkowo była Kolonia Kowalin, a od 1944 roku jako wieś Kowalin.
Pierwsi osadnicy zakupili tu ziemię w 1935–36 roku. Dużą część obszaru zajmował las Ordynacki, który w 1936 r. został przejęty przez Skarb Państwa, a następnie sprzedawany przez Państwowy Bank Rolny. Pewna część ziemi po wyciętym lesie została sprzedana okolicznym rolnikom, a pozostałość rozparcelowana w 1944 r., w wyniku przeprowadzenia reformy rolnej.
W 1938 roku zorganizowano tu 4-klasową szkołę publiczną. Nauka odbywała się w wynajętych pomieszczeniach u kilku gospodarzy. Okres okupacji hitlerowskiej spowodował zastój wsi w działalności gospodarczej. Dopiero w 1958 r. wieś została zelektryfikowana, a w 1957 r. zorganizowano szkołę 7-klasową. W 1960 r. powstało kółko rolnicze i koło gospodyń wiejskich. Od 1956r wieś należała do Gromadzkiej Rady Narodowej w Olbięcinie, a od 1973 r. do gminy Kraśnik.
Wzmiankę o wsi umieścił w swoich opowiadaniach Robert Przegaliński autor „Opowiadania o mieście Kraśniku i okolicach” iż w roku 1914 podczas tzw. Pogromu Kraśnickiej Ochotniczej Straży Ogniowej w dołach w Kowalinie rozstrzelano wszystkich aresztowanych członków Ochotniczej Straży Ogniowej w Kraśniku po wydaniu wyroku wojennego przez sztab korpusu armii carskiej który mieścił się w Olbięcinie – zdarzenie miało miejsce około trzech tygodni po klęsce wojsk austriackich pod Lublinem.
We wsi mieści się szkoła podstawowa, działa zespół ludowy „Kowalanki” oraz klub sportowy LKS Kowalin, założony w 2006 roku.